# Abdij van Sint-Winoksbergen
De Abdij van Sint-Winoksbergen of Abdij van Sint-Winok was een abdij gelegen in Sint-Winoksbergen, een vestingstadje in het huidige Franse Noorderdepartement. Vanaf het jaar 1022 tot de Franse Revolutie (1789) was de abdij de rust- en bedevaartsplaats van de in 717 in Wormhout overleden heilige Winok. Hoewel de abdij steeds in de schaduw stond van de nabijgelegen Sint-Bertijnsabdij, speelde ze toch een belangrijke economische en spirituele rol in de ontwikkeling van het Graafschap Vlaanderen en het Bisdom Terwaan.

## Ontstaan
Op instigatie van de Vlaamse graaf Boudewijn IV met de Baard werd rond het jaar 1000 op de 22 meter hoge 'Groenberg' van Sint-Winoksbergen in superiori parte Bergensis burgi (hoger gelegen deel van de stad), begonnen met de bouw van een tweede, grotere kapittelkerk gewijd aan de heilige Winok. Na de bouw verhuisden niet enkel de seculiere kanunniken maar ook het relikwie (gebeente) van Winok van de Sint-Maartenskerk naar de nieuwe collegiale Sint-Winokskerk. Toen rond 1022 bleek dat de verhuisde kanunniken van het nieuwe Sint-Winokskapittel hun ascetische en vrome levenswijze van weleer hadden opgegeven en al te zeer gehecht waren geraakt aan wereldse, materiële rijkdom besloot Boudewijn IV meteen tabula rasa te maken met hun hedonistische, zondige levenswijze en de adellijke, door hun lucratieve kerkelijke privileges (tienden) intussen gefortuneerde kanunniken weg te sturen. In 1022 werd het seculiere Sint-Winokskapittel omgevormd tot een benedictijnerabdij geleid door abt Roderic van Sint-Bertijns en monniken afkomstig van de Sint-Bertijnsabdij van Sint-Omaars die leefden volgens de regel van Benedictus.      

## Bloeiperiode
Aangezien de weggestuurde kanunniken het patrimonium van het Sint-Winokskapittel zwaar verarmd en onrendabel hadden achtergelaten zag graaf Boudewijn V van Rijsel zich genoodzaakt om het klooster van nieuwe inkomsten uit kerkelijke goederen zoals tienden en altaria (bidplaatsen) te voorzien. In de geattesteerde en plechtig goedgekeurde oorkonde van 27 mei 1067 schonk de in 1035 graaf geworden Boudewijn  de kerken en tienden van Sint-Winoksbergen, Wormhout, Warhem, Hooimille, Kwaadieper, Spicere, Gijvelde, Uxem, Duinkerken, Koudekerke, Sinten en Zuidkote aan de Sint-Winoksabdij. Daarnaast ontving de abdij ook het bodium (twee derden van de tienden) van de parochies Soks, Armboutskappel, Bissezele, Krochte, Stene, Bieren, Tetegem, Killem, Ochtezele, Houtkerke en Snaaskerke. Tijdens het abbatiaat van de in 1032 van Sint-Bertijns overgekomen monnik Rumold kende de abdij dan ook een ware bloeiperiode. Door het verkrijgen van het recht om in naam van de abdij eigen munten te slaan en een jaarmarkt te houden in Wormhout, en het verwerven van door landaanwinning ontgonnen gebieden langs de Kust, speelde de charismatische en erudiete abt Rumold een belangrijke rol bij de groei van het patrimonium en macht van het klooster. Zo slaagde Rumbold er ook in om van Sint-Winoksbergen een populair pelgrimsoord te maken wat de abdij bijkomende pecuniaire en spirituele voordelen opleverde. In Sint-Winoksbergen werd immers niet enkel de heilige Winok aanbeden maar ook de heilige, zevende-eeuwse koning Oswald van Northumbria. Daarnaast werd sedert 1058 na de 'translatio' in de abdij tevens de heilige Lewinna van Sussex vereerd, een Angelsaksische martelares waarvan de relieken door Balgerus, een stoutmoedige monnik van de abdij, uit Engeland waren ontvreemd.    
Het innen van de tienden in Zee-Vlaanderen leidde al snel tot een zekere rivaliteit met de cisterciënzer-monniken van Abdij Onze-Lieve-Vrouw Ten Duinen die in Synthe bij Duinkerke hun grootste uithof hadden. Pas na de tussenkomst van paus Alexander III in februari 1165 werd het escalerend conflict tussen beide abdijen in het voordeel van de abdij van Sint-Winoksbergen beslecht. Abdij Ten Duinen moesten voortaan wel tienden betalen maar kregen een vrijstelling voor de tienden op veevoeder.
In 1083 en 1123 werd de abdij getroffen door een zware brand. Maar reeds tien jaar later kon Milo I, bisschop van Terwaan de nieuwe abdijkerk op dezelfde plaats inwijden. Het schip, verdeeld in zeven traveeën, strekte zich uit van de Witte Toren ('Tour Blanche') aan de westgevel van de kerk tot aan de vierkante vieringtoren, de zgn. Bloktorre (Tour Carrée) of 'Blauwtorre', genoemd naar het leien dak dat tijdens de Tweede Wereldoorlog verdween. Het onderste deel met de drie romaanse vieringbogen uit ijzerzandsteen dateren nog uit die tijd, de gotische klokkenverdieping stammen uit de 14e eeuw. In 1288 bouwde men er een indrukwekkend gotische kooromgang tegenaan, waardoor de vierde Romaanse vieringboog van de toren verdween. 
Tijdens de Franse plunderingen van 1383 werd het interieur in gruzelementen geslagen, waardoor de kerk het een tijdje zonder diende te doen. Pas abt Adrien de Peene (1501-1512) bouwde het samenhangend en rijker uit, maar dat was geen lang leven beschoren want tijdens de Beeldenstorm maakten de geuzen er in 1558 korte metten mee. Pas had men tussen 1569 en 1574 de ingestorte toren hersteld of de abdij kreeg het bezoek van de Bosgeuzen die er in 1578 grote schade aanrichtten. En toen dat weer hersteld was en de kerk in 1583 opnieuw ingewijd, stortte in 1587 het gewelf in. Blijkens het door Sanderus gepubliceerde stadsplan van 1635 bestond de kerk toen nog steeds uit de Romaanse toren met kruisbeuk en een driebeukige basilicale schip van zeven traveeën.

## Ondergang
Tijdens de tweede helft van de 17e eeuw werden de oorlogen het gebouw noodlottig; op een reliëfplan van 1699 zien we dat het schip op de westertoren en de zuidgevel na volledig verdwenen is. De doorgang van de toren naar de middenbeuk werd met een venster afgesloten. Wat er toen nog overbleef voorzag men in de 18e eeuw van een rijk interieur, tevergeefs echter want op 22 januari 1798 werd de kerk verkocht en het koormeubilair over de omliggende streek verspreid. Tijdens de aanleg van een Duits kerkhof in 1941 vond men er de fundamenten van terug. De monniken zelf hadden reeds in 1791 de wijk dienen te nemen, maar ze waren wel zo wijs om hun bibliotheek mee te nemen, die daardoor de Franse Revolutie overleefde en zich nu op het Stedelijk Archief bevindt.
De abdij werd, samen met de zeven kloosters in de gemeente, tijdens de Franse Revolutie gesloten en daarna nagenoeg volledig verwoest. Volgens de overlevering is de bijzondere rijke bibliotheek van de abdij (meer dan 60.000 volumes) hierbij voor een deel verloren gegaan en voor een ander deel gespaard en verspreid geraakt over de andere bibliotheken in de streek: Sint-Winoksbergen, Duinkerke, Broekburg en Grevelingen. De schilderijen van de abdij zijn verspreid geraakt over diverse museums en kerken in de streek maar veel is ook verloren gegaan. 
De toegang tot de restanten van de abdij wordt mogelijk gemaakt door een beschermde 18e-eeuwse Marmeren Poort (Porte de Marbre), die het oorspronkelijke poortgebouw van de abt vervangt. Ze werd in 1816 hersteld, waarbij men op het hoofdgestel een bekroning plaatste met de voorstelling van de wapens van Frankrijk, welke laatste door de Duitsers in 1940 tegen de grond getrokken werd. Sinds het begin van de twintigste eeuw vormt de poort de ingang van het Stadspark (Jardin Public) Champ de Mars (Marsveld) dat sinds de (gerestaureerde) monarchie van koning Lodewijk XVIII (1816) dienst deed als militair oefenterrein voor de burger-soldaten van de Nationale Garde.  
Naast de Marmeren Poort zijn van de abdij enkel nog twee torens op de top van de Groenheuvel overgebleven: de Bloktorre; de torenstomp van de vieringtoren van de voormalige abdijkerk waarin sedert 1956 een betonnen watertoren is gehuisvest, en de Witte Toren uit 1031, achthoekig met torenspits bedekt met leisteen, in 1818 herbouwd en omgedoopt tot Piektorre (Tour Pointue) nadat ze in 1812 was ingestort. Ze bleef bij de slooppartij gespaard als baken voor de kustvaarders die de haven in Duinkerke wilden binnenvaren.

## Afbeeldingen

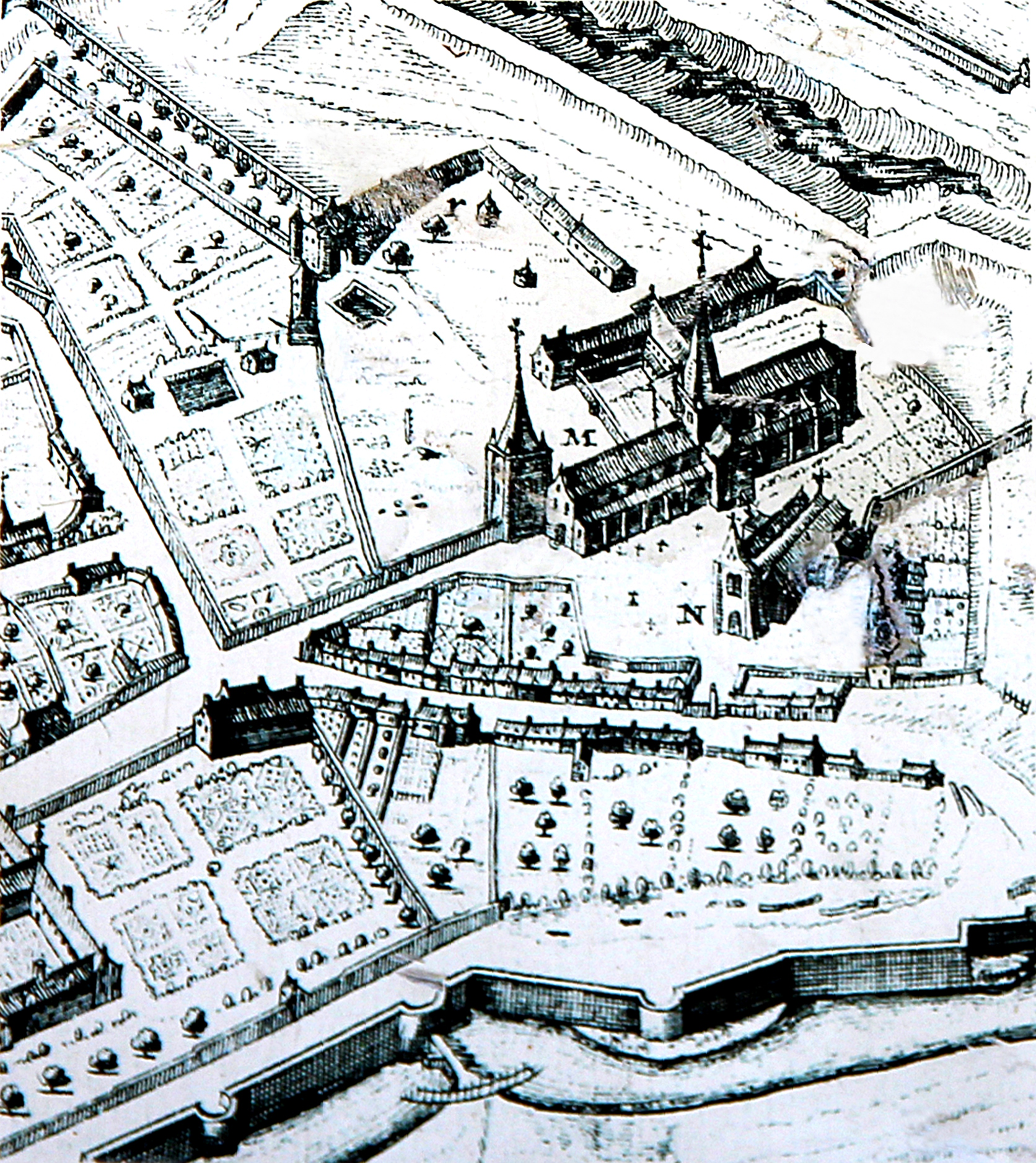
Gravure van de voormalige abdij van Sint-Winok van Winoksbergen (rond 1635)
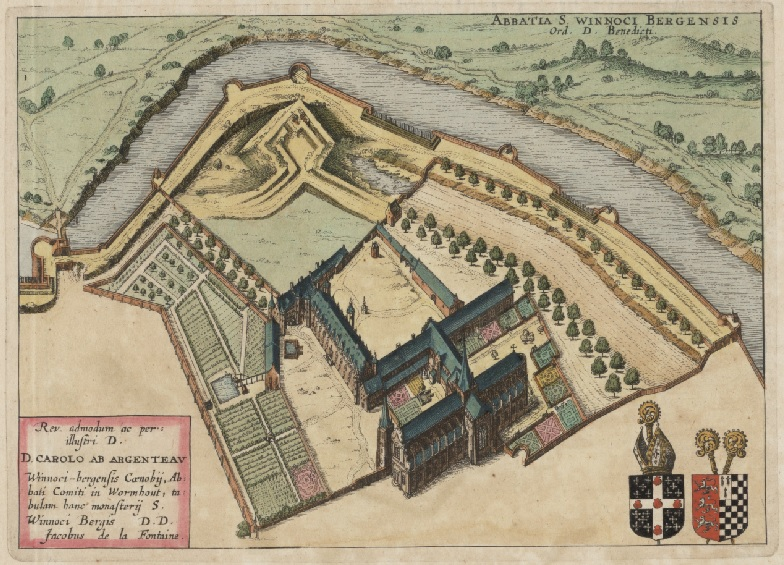
De Abdij van Winoksbergen (naar Antonius Sanderus in Flandria illustrata - 1641)
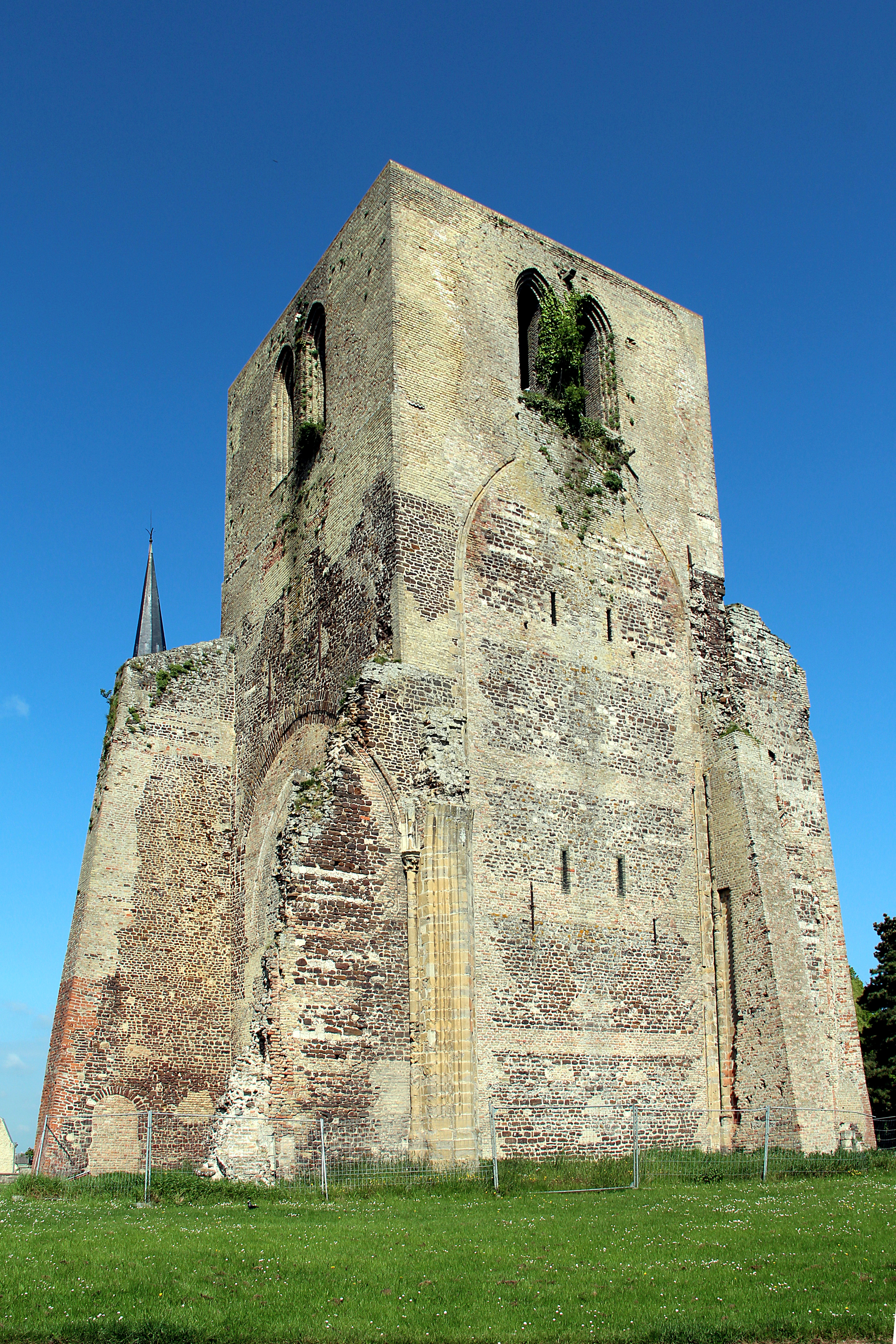
De Bloktorre; toren van de voormalige abdijkerk
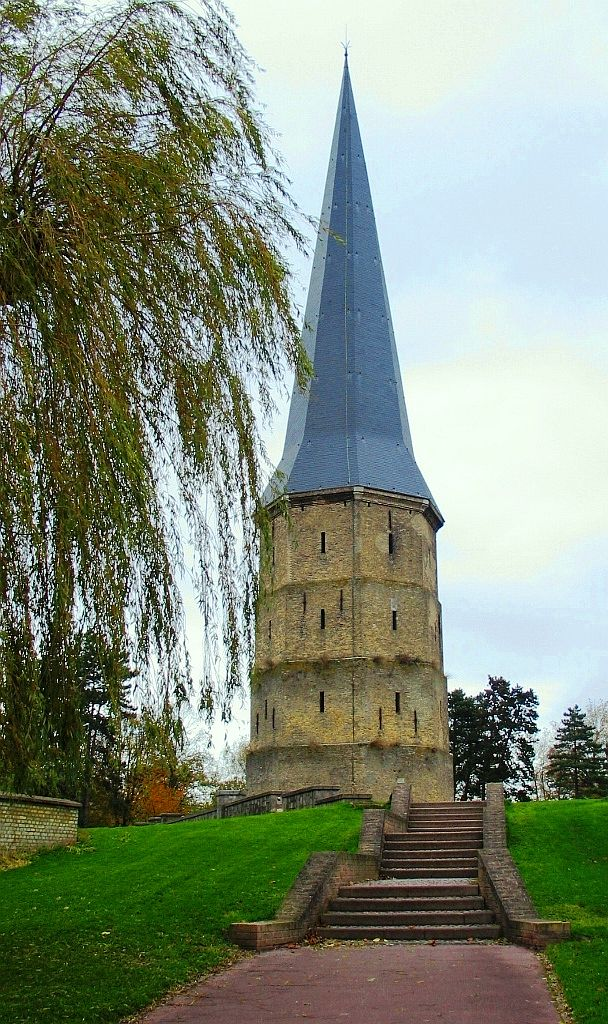
De Piektorre
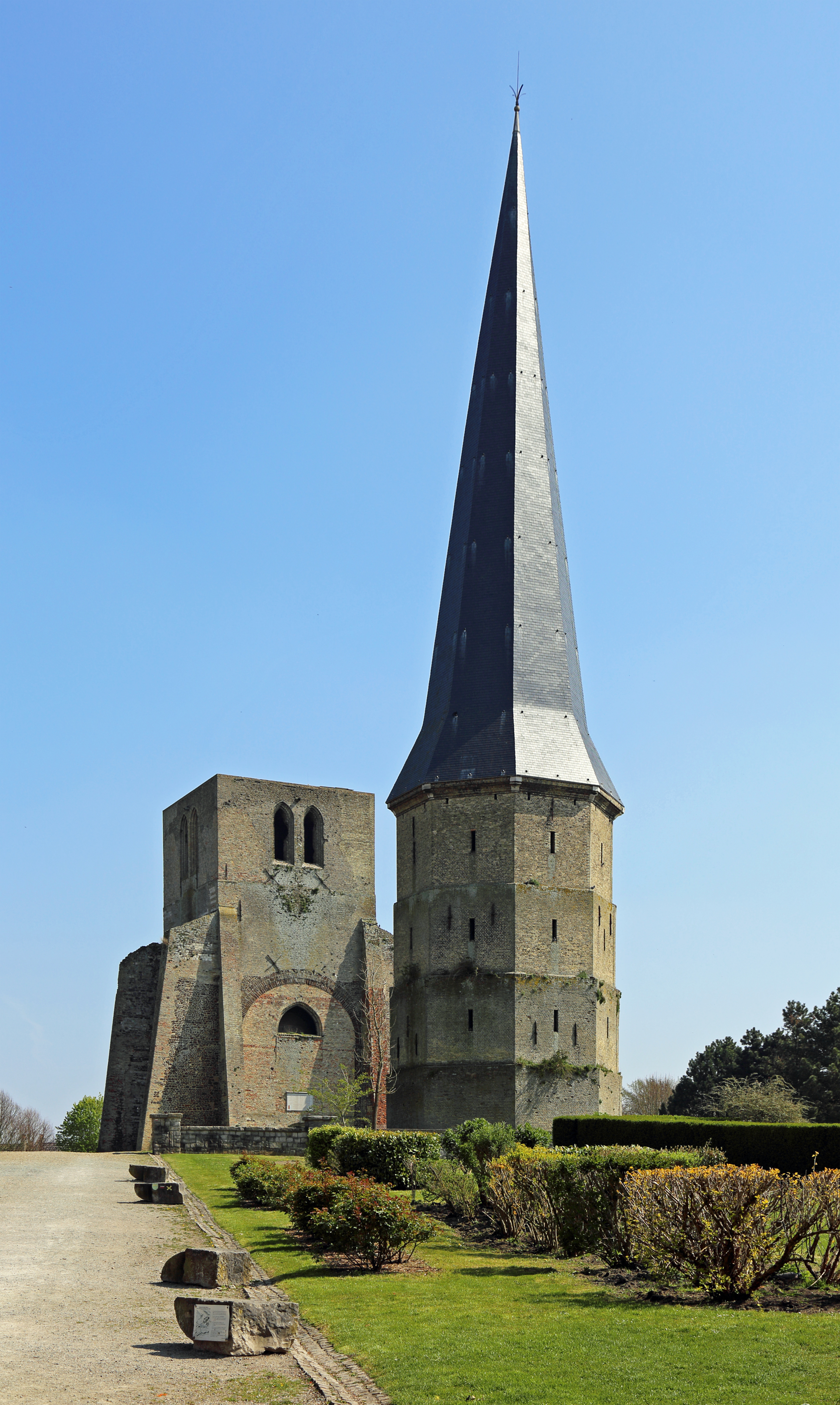
De Abdij van Sint-Winoksbergen
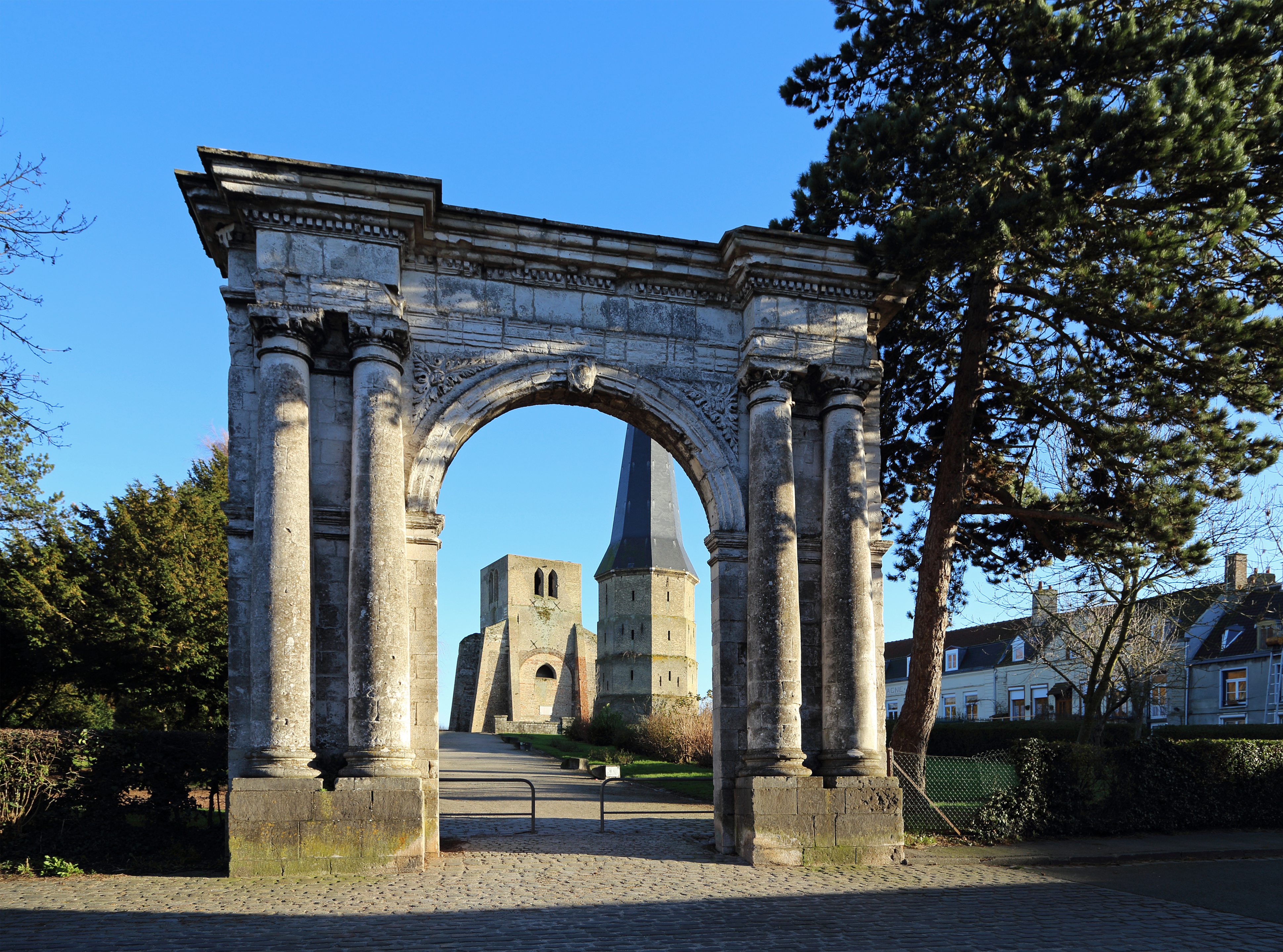
De Marmeren Poort
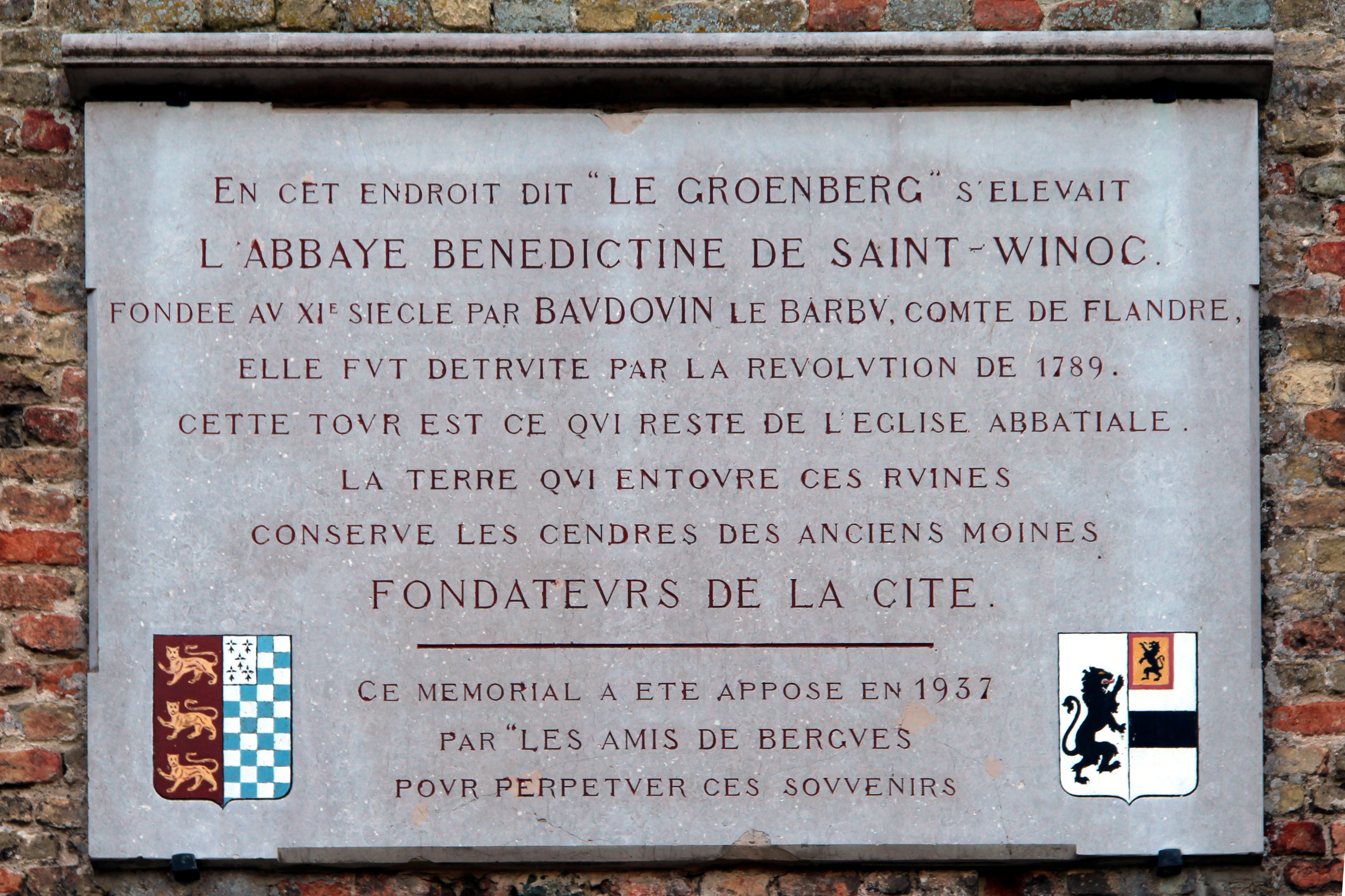
Gedenkplaat aangebracht in 1937 op de plaats van de voormalige abdij Sint-Winok